# Zuid-Pruisen
Zuid-Pruisen (Duits: Südpreußen; Pools: Prusy Południowe) was een provincie van Pruisen die bestond uit de door dit land in de eerste Poolse deling (1792) van Polen-Litouwen geannexeerde gebieden.

## Algemeen
De provincie werd samengesteld uit delen van Groot-Polen en Mazovië (woiwodschappen Poznań, Gniezno, Kalisz, Sieradz, Łęczyca, Rawa en Płock). Het gebied besloeg in 1792 60.570 km² en telde 1.335.000 inwoners. De belangrijkste steden waren Gnesen (Gniezno), Kalisch (Kalisz), Petrikau (Piotrków Trybunalski), Posen (Poznań) en Tschenstochau (Częstochowa).
De provincie kwam bij de Vrede van Tilsit (1807) aan het Hertogdom Warschau. Na de ontmanteling daarvan kende het Congres van Wenen (1815) het gebied deels als Groothertogdom Posen opnieuw aan Pruisen toe, het grootste gedeelte kwam echter als deel van Congres-Polen aan Rusland.

## Bestuur

### Militair gouverneur
- 1793: Wichard Joachim Heinrich von Moellendorff

### Leidende ministers
- 1793-1794: Otto Karl Friedrich von Voß
- 1794-1798: Karl Georg Heinrich von Hoym
- 1798-1807: Otto Karl Friedrich von Voß

Ermland (1772) · Netzedistrict (1772) · Nieuw-Oost-Pruisen (1795) · Nieuw-Silezië (1795) · West-Pruisen (1772) · Zuid-Pruisen (1793)